# How Deep Is Your Love (chanson des Bee Gees)
Pour les articles homonymes, voir How Deep Is Your Love.
Singles de les Bee Gees
Edge of the Universe
(1977) Stayin' Alive
(1977)
How Deep Is Your Love est une chanson des Bee Gees chantée par Barry Gibb, sortie en 1977 sur l'album Saturday Night Fever: The Original Movie Sound Track.

## Naissance de la chanson
Après le mixage de l'album Here at Last... Bee Gees... Live, Les Bee Gees ont commencé à enregistrer des chansons pour ce qui devait être leur prochain album studio en 1976 : Children of the world. Mais un appel de Robert Stigwood leur demanda des chansons pour un film qu'il produisait. Les Bee Gees accédèrent à sa demande et lui donnèrent cinq chansons, dont l'une était How Deep Is Your Love.

## Vidéo
2 versions ont été faites : la première avec Barry Gibb rasé, une seconde un peu plus tard où il apparaît barbu.

## Récompenses
La chanson est récompensée aux Grammy Award de la meilleure prestation vocale pop d'un duo ou groupe en 1978.

## Procès
En 1983, les Bee Gees ont été poursuivis par un auteur-compositeur de Chicago, Ronald Selle, qui a affirmé que les frères Gibb avaient volé le matériel mélodique de l'une de ses chansons, Let It End, et l'avaient utilisé pour How Deep Is Your Love. Dans un premier temps, les Bee Gees ont perdu le procès, un juré ayant déclaré qu'un facteur dans la décision du jury avait été l'échec des frères Gibbs à présenter un témoignage d'expert pouvant réfuter un témoignage d'expert démontrant qu'il était impossible que les deux chansons aient été écrites de façon indépendante. Cependant, le verdict a été annulé quelques mois plus tard.

## Version de Take That
Singles de Take That
Never Forget
(1995) Patience
(2006)
Clip vidéo
[vidéo] « How Deep Is Your Love », sur YouTube
La chanson a été notamment reprise par le boys band anglais Take That. Leur version est incluse dans la compilation de leurs plus grands succès, intitulé Greatest Hits et sorti en 1996.
Peu de temps avant la sortie de l'album, la chanson a été publiée en single. C'était l'unique single tiré de cet album.
Le single a débuté à la 1re place du hit-parade britannique (pour la semaine du 3 au 9 mars 1996) et gardé cette place deux semaines de plus.

## Autres reprises
How Deep Is Your Love est une des chansons les plus reprises du catalogue des frères Gibb, on peut citer : Aberdeen (1997), Adeaze (2004), Jeffrey Archer (1981), B3 (2002), Baby Lemonade (1994), Backstreet Boys (2003), The Bad Plus (2009), The Bird and the Bee (2009), Blaze (2002), Paul Brett (1980), Brotherhood of Man (1978), Michael Bublé et Kelly Rowland (2010), Gerry Capó (2012), Richard Clayderman (1984), Ray Conniff (1978), En Vogue (2003), Ferrante & Teicher (1978), The 5th Dimension (1995), John Frusciante (2006), Adam Garcia (1998), Lionel Hampton (1978), David Hasselhoff (1987), Marcia Hines (2004), Jam Hsiao (2012), Jinusean (1999), Billy Jenkins (1999), Jeff Johnson (2011), Kyla (2010), Johnny Mathis (1978), Paul Mauriat (1978), Mina (1985), Peter Nero (1998), N'Sync (2003), Anonymous (2001), Portrait (1995), Real McCoy (1994), Martin Rolinski (2007), Jane User (1978), Ultra Naté (2001), Luther Vandross (1993), Dionne Warwick (1978), Hayley Westenra (2000), Peter White (1994), Ann Wilson (2000), David Choi (2008), Barney (Barney & Friends) (2004), Tina Turner (2000), Lea Michele (Rachel Berry, Glee) (2012) et Donny Osmond, Prince Royce (version bachata, en 2025).